# Vermeil (papillon)
Pour les articles homonymes, voir Vermeil (homonymie).
Colias aurorina
Espèce
Le Vermeil (Colias aurorina) est une espèce de lépidoptères (papillons) de la famille des Pieridae et de la sous-famille des Coliadinae.

## Description
L'imago de Colias aurorina est un papillon ayant une longueur de l'aile antérieure (LAA) de 25 à 30 mm. Le dessus des ailes orange avec une bordure noire marquée de jaune chez la femelle. Le revers est de couleur verdâtre chez le mâle, grisée avec une tache orange à l'aile antérieure chez la femelle, dont il existe des spécimens blancs.

## Biologie

### Phénologie
Le Vermeil vole de mai à juillet, en une seule génération.

### Plantes hôtes
Les plantes hôtes de la chenille sont des astragales.

## Distribution et biotopes
Le Vermeil est présent en Grèce, en Asie mineure, au Levant, en Transcaucasie, en Iran et au Turkménistan.
Il affectionne les prairies d'altitude de 1600 à 2500 mètres.

## Systématique
L'espèce Colias aurorina a été décrite par Gottlieb August Wilhelm Herrich-Schäffer en 1850.

### Sous-espèces
Il existe plusieurs sous-espèces :
- Colias aurorina aurorina Herrich-Schäffer, 1850 — en Transcaucasie, en Iran et en Turquie.
- Colias aurorina libanotica Lederer, 1858 — en Israël, au Liban et en Turquie.
- Colias aurorina heldreichi Staudinger, 1862 — en Grèce.
- Colias aurorina anna Gerhard, 1882 — au Daghestan et en Arménie.
- Colias aurorina transcaspica Christoph, 1889 — au Turkménistan.
- Colias aurorina taurica Rebel, 1901 — en Turquie.
- Colias aurorina rosei Gross & Ebert, 1975 — en Iran.
- Colias aurorina kermana Eckweiler, 1979 — en Iran.
- Colias aurorina sovarensis Blom, 1979 — en Iran.
- Colias aurorina lauta Morgun, 2010